# Natasha Gray
Natasha Gray es una actriz británica. Ha aparecido en televisión en Emmerdale, The Bill, Never the Twain y The New Statesman. Interpretó el personaje de Anita en My Husband and I.
Interpretó a Andy en Stepping Out. Ha actuado en telenovelas y en Shakespeare.